# 永井叔
永井 叔（ながい よし、1896年1月29日 - 1976年11月30日）は、日本の詩人。裏町の「大空詩人」と呼ばれバイオリンまたはマンドリンを奏でながら自作の歌・童謡・讃美歌などを歌って喜捨を求める行乞の生活を送った。

## 生涯
1896年（明治29年）1月29日、愛媛県松山市唐人町三丁目三番に医師・永井甃一、妻・関子の四男（末子）として誕生。

### 青少年時代
地元の松山幼稚園、第三尋常小学校、松山中学と進んだ。8歳の頃には既に上野の音楽学校で優秀な成績をおさめていた兄・漸のバイオリンを盗み弾きした。中学時代は昆虫に深い興味を抱き友人と語らって研究会を作り、その活動は地元の新聞に報道されたという。学業成績は優秀で副級長を務めていたが、兄・漸の縊死や厳格だった父親の急死（1910年（明治43年））などから宗教に関心を強め、クリスチャンだった母親の影響もあり中学4年の時に受洗した。この頃の叔は自殺を図ったこともあり、尻つぼみ状態だったと自ら述べている。
中学卒業後は牧師になるつもりで関西学院に入ったが、父親代わりの兄の反対で辞めさせられた。その後、救世軍で活動すべく1916年（大正5年）青山学院に、次に同志社へ入ったが退学となっている。特に青山学院では、チャペルでの祈祷の静粛な時間に「青山学院にはデビルがいる」と叫び、同志社では、伝道牧師である木村清松の「悔い改めよ」という言葉に対して「木村清松、汝もまた神の前に悔いろ」と叫ぶなど衝動的な行動に及んだといわれている。

### 徴兵
1917年（大正6年）、徴兵検査を受けるが、心臓と脚気に問題があるとされ戊種（病中または病直後などで適否を判断できない者で翌年再検査される）と認定された。翌年の徴兵検査の間、箱根で代用教員を務めたが平和主義教育を行ったため辞職させられ、次に日蓮宗の寺院で修業を始めるも短期間で厳しい規律に耐えられず逃げ出した。また、小田原在の浄土宗伝肇寺（でんじょうじ） を北原白秋に紹介し、白秋の小田原転居のきっかけを作ったといわれる。
1918年（大正7年）の検査で甲種合格となり、同年12月に朝鮮軍第二十師団七十八連隊（当時の京城の近く龍山）に入営した。なお、軍隊手帳に「同志社大学教師」という文言があったことから模範生として初年兵を代表して誓文を読まされたという。
入営から2ヵ月余りで朝鮮人による民族運動である三・一運動がおこり、この暴動の鎮圧のために2回ほど出動し、歩哨に立つこともあったという。暴動からしばらくして、班長の推薦もあって看護兵選抜に合格し、その研修を受けることになった。叔にとっては尊敬する詩人ホイットマンと同じ看護兵になれたことが大きな喜びだったという。

### 監獄生活
ところが、1919年12月ごろ、急に経験のため監獄へ入獄したいという考えが浮かび、何度かいじめられていた古参兵に反抗し、外出禁止日に公用と偽って外出し、そのことを咎めた一等看護長の体罰に抗して帯剣を抜くなど行動に及んだ。事態はそれ以上に発展しなかったが、翌日から重営倉入りとなった。
なお、営倉の中では凍傷を防ぐために、跳んだりはねたりしたことを「朝鮮侵略反対踊り」「天皇の命に従うこと能わずダンス」「植民地主義絶対反対舞踊」「おお、われらに天の自由を与えよ……民主主義万歳おどり」と名付けたといもいわれる。
1920年（大正9年）1月27日、軍法会議において、1上官侮辱、2兵器使用上官暴抗、3哨令違反の罪状で禁固2か年の判決を受け、竜山衛戍監獄に収監の後に小倉衛戍監獄へ送られた。
軍監獄の実情は彼の手記によって明らかになっており、一例として寝食時にも常に直立不動を余儀なくされたり、「偶数時間には安座、奇数時間には正座させられたともいわれる。叔の行動を「反戦のための闘争」や「『治安出動』を拒否した日本人兵士」ととらえる 向きもあり、また梶村秀樹は「この時点で、自分の存在を賭けて植民地支配を否定し、三・一運動の心を理解しようとした日本人は永井叔ただ一人である」としている。

### 獄中での着想
厳しい獄中生活で、その後の生き方についての決意し、「生涯、命がある限りは、バイオリンまたはマンドリンを携げ（ママ）て托行」することだった。
また、詩集『緑光土』の作成を開始。その梗概は「『土と花』を売り広めたいアートレスネスと、『黄金と武器』を売り広めたいアートフルネスがさまざまな町や村を旅していく。前者はどこへ行っても世間に受け入れられることが少なかったが、後者が滅びたのちに、売れ残った土は全て『緑光の土』となり、理想郷が形成される」といわれる。獄中での膨大な詩が文字に残されたのは、松下という監獄長が叔に目をかけて、獄内での執筆を認めたことによる。それを出獄時に持ち出すのには苦労があったといわれる。

### 全国を布教
出所後、バイオリンを弾きながら全国を布教にまわる。広島を放浪中に、長谷川泰子と知り合い、長谷川に懇願され、長谷川を東京に連れて行く。

### 戦後
第二次世界大戦後も各地をバイオリンやマンドリンを奏でて行脚しながら詩を作り続けたが、1974年に持病の神経痛と過労により倒れた。その後は入退院を繰り返しながら街頭や療養所、保育園などで慰問活動を行ったが、1976年に脳動脈硬化症のため死去。告別式は東京都多摩市区東寺方の自宅で行われた。

## 刊行著作物
1. 『緑光土』1925年8月オホゾラ社出版部 謄写版
2. 『星の巣へかへる』1929年10月 大空詩聞の家 謄写版
3. 『緑光土物語』1964年6月大空の家 謄写版
4. 『大空さん自叙伝第1巻』1965年10月 大空の家 謄写版
5. 『大空さん自叙伝第2巻』1967年10月 大空の家 謄写版
6. 『大空さん自叙伝第3巻』1969年5月大空の家 謄写版
7. 『大空さん自叙伝第4巻』1970年6月大空の家 謄写版
8. 『大空詩人 自叙伝青年篇』1970年6月同成社 前記第2巻謄写版本に追記を加え活字本としたもの
9. 『青空は限りなく 自叙伝壮年篇』1972年4月同成社 同上第4巻
10. 『大空さん自叙伝第6巻』気仙沼市図書館所蔵 未見

(なお国立国会図書館の目録によると『緑光土:詩篇』と『緑光土』の2種があるような感があるが同一本である)
(謄写版自叙伝の各巻には第3巻『聖らかさということは』、第4巻『緑光土にのめりこんで』など書名が別にあるが省略した)

## その他
- 気仙沼市図書館 - 永井が揮毫した石碑が残る

## 外部リスト
- 伝肇寺 - ウェイバックマシン（2003年9月9日アーカイブ分） 白秋の「木菟の家」の寺
- 野尻抱影先生とロング・トムそして大空詩人永井叔